# Action Andretti
Tyler Reber (nacido el 1 de febrero de 1998) es un luchador profesional estadounidense. A partir de diciembre de 2022, firmó con All Elite Wrestling (AEW), donde actúa bajo el nombre de ring Action Andretti. También hace apariciones para su promoción hermana Ring of Honor (ROH).

## Carrera en la lucha libre profesional

### Inicios de carrera (2019-2022)
Andretti fue entrenado para luchar por MCW Pro Wrestling, debutando en noviembre de 2019. Durante el año siguiente, apareció principalmente con MCW Pro Wrestling en Maryland y Virginia. En junio de 2021, Andretti debutó con Game Changer Wrestling, compitiendo en un Scramble match en su evento Zombie Walk. Durante el resto del año, apareció con MCW Pro Wrestling, Game Changer Wrestling y otras promociones en el nordeste de Estados Unidos, incluidas National Championship Wrestling, Pennsylvania Premiere Wrestling y Susquehanna Wrestling Organization. En noviembre de 2021, ganó la Shane Shamrock Memorial Cup promovida por MCW Pro Wrestling. A partir de enero de 2022, Andretti comenzó a aparecer regularmente con Combat Zone Wrestling. En octubre de 2022, derrotó a Brian Johnson para ganar el Campeonato Peso Pesado de MCW. En diciembre de 2022, perdió el título ante Ken Dixon en una lucha de cuatro vías.

### All Elite Wrestling / Ring of Honor (2022-presente)
Andretti hizo su primera aparición con All Elite Wrestling (AEW) en enero de 2022, perdiendo ante Dante Martin en un episodio de AEW Dark: Elevation. Hizo más apariciones con AEW en enero y octubre de ese año. En diciembre de 2022, hizo su debut televisivo en AEW en Dynamite: Winter Is Coming, derrotando a Chris Jericho en una sorpresa que generó comparaciones con la pelea del 17 de mayo de 1993 entre Razor Ramon y The 1-2-3 Kid. Poco después, Andretti firmó un contrato a tiempo completo con la empresa. Andretti hizo equipo con el enemigo de Jericho, Ricky Starks, en el episodio del 25 de enero de 2023 de Dynamite, perdiendo ante Jericho y Sammy Guevara en una lucha en equipos. En la edición del 1 de marzo de Dynamite, Andretti participó en el Face of the Revolution ladder match, pero el combate fue ganado por Powerhouse Hobbs. El 5 de marzo en Revolution, Andretti ayudó a Starks a derrotar a Jericho, al evitar que los compañeros de Jericho de la Jericho Appreciation Society interfirieran en la lucha. La victoria de Starks marcó el final del feudo entre ambos hombres y Jericho.
El 13 de abril, Andretti hizo su debut para la promoción hermana de AEW, Ring of Honor, salvando a Darius Martin de un ataque a manos de Mike Bennett, lo que provocó que los dos hombres formaran una alianza. La semana siguiente, el dúo se unió contra The Kingdom (Bennett y Matt Taven ), pero perdieron. El 18 de mayo, el dúo se enfrentó a Taven y Bennett en una revancha en un Fight without Honor, donde Andretti y Martin derrotaron al dúo, poniendo fin a su disputa. El 15 de junio, Andretti y Martin se unieron a AR Fox para desafiar a The Mogul Embassy por el Campeonato Mundial de Parejas de Seis Hombres de ROH, pero el trío fue derrotado. El trío formó equipo en Dynamite, enfrentándose a Sammy Guevara, Minoru Suzuki y Chris Jericho, pero fueron derrotados una vez más. El 22 de julio, Martin y Andretti hicieron su debut como equipo en AEW Collision, perdiendo ante Bullet Club Gold (Jay White y Juice Robinson).
En el episodio del 14 de octubre de 2023 de Collision, Miro atacó a Andretti después de que expresó interés en ser manejado por la esposa de Miro, C.J. Perry; esto llevó a una lucha entre los dos hombres en AEW Collision que fue ganada por Miro. En noviembre de 2023, Andretti comenzó a formar equipo con Top Flight (Darius Martin y su hermano Dante Martin) en una serie de luchas en equipos de seis hombres. En diciembre de 2023, Andretti y Top Flight desafiaron sin éxito a The Acclaimed y Billy Gunn por el Campeonato Mundial de Tríos de AEW.

## Estilo y personalidad en la lucha libre profesional
Andretti lucha con un estilo de «alto vuelo». Su movimiento final es la shooting star press. Se le conoce como The Sight to See («el espectáculo digno de ver»).

## Campeonatos y logros
- MCW Pro Wrestling
  - MCW Heavyweight Championship (1 vez) [25]
  - Shane Shamrock Memorial Cup (2021) [7]